# Hoppers Football Club
Actualités
Le Hoppers Football Club est un club antiguais de football (soccer) basé à Saint John's.

## Histoire
Sept fois vice-champion d'Antigua-et-Barbuda entre 2005 et 2015, le club se renforce au début la saison 2015-2016 avec l'acquisition de joueurs cubains (Marcel Hernández, Yénier Márquez), du capitaine des Benna Boys (Quinton Griffith) et du gardien Brentton Muhammad. L'équipe obtient la consécration en devenant championne pour la première fois de son histoire. Elle récidive deux ans plus tard en s'octroyant le titre lors de la saison 2017-2018.

## Palmarès
- Championnat d'Antigua-et-Barbuda (2) :
  - Champion : 2016 et 2018.
  - Vice-champion : 2005, 2006, 2008, 2009, 2011, 2013, 2015, 2017 et 2019.

- Coupe d'Antigua-et-Barbuda :
  - Finaliste : 2005 et 2009.

## Personnalités historiques du club

### Joueurs emblématiques
- Quinton Griffith
- Marcel Hernández
- Yénier Márquez
- Tamarley Thomas

### Entraîneurs
- Vaughn “Pop T” James (??)
- Rolston Phoenix (??)
  -  Dariem Díaz (intérim)[4] (2017)